# Тазвелл (округ, Іллінойс)
Шаблон:StateAbbr_ 40°31′ пн. ш. 89°31′ зх. д. / 40.51° пн. ш. 89.51° зх. д.
Округ  Тазвелл (англ. Tazewell County) — округ (графство) у штаті  Іллінойс, США. Ідентифікатор округу 17179.

## Історія
Округ утворений 1827 року.

## Демографія
За даними перепису 
2000 року 
загальне населення округу становило 128485 осіб, зокрема міського населення було 104278, а сільського — 24207.
Серед мешканців округу чоловіків було 63186, а жінок — 65299. В окрузі було 50327 домогосподарств, 35859 родин, які мешкали в 52973 будинках.
Середній розмір родини становив 2,96.
Віковий розподіл населення поданий у таблиці:
| Стать    | До 15 років | 15-21 | 22-29 | 30-39 | 40-49 | 50-65 | 65-85 | Понад 85 |
| -------- | ----------- | ----- | ----- | ----- | ----- | ----- | ----- | -------- |
| Чоловіки | 13163       | 6073  | 6277  | 9306  | 10010 | 10382 | 7285  | 690      |
| Жінки    | 12575       | 5641  | 6005  | 9193  | 10093 | 10668 | 9394  | 1730     |

## Суміжні округи
- Вудфорд — північ
- Маклейн — схід
- Лоґан — південь
- Мейсон — південний захід
- Фултон — захід
- Піорія — північний захід

## Виноски
1. ↑  U.S. Decennial Census. United States Census Bureau. Процитовано 9 липня 2014.
2. ↑  Historical Census Browser. University of Virginia Library. Архів оригіналу за 11 серпня 2012. Процитовано 9 липня 2014.
3. ↑  Population of Counties by Decennial Census: 1900 to 1990. United States Census Bureau. Процитовано 9 липня 2014.
4. ↑  Census 2000 PHC-T-4. Ranking Tables for Counties: 1990 and 2000 (PDF). United States Census Bureau. Процитовано 9 липня 2014.
5. ↑  State & County QuickFacts. United States Census Bureau. Архів оригіналу за 7 червня 2011. Процитовано 9 липня 2014. [Архівовано 2011-06-07 у Wayback Machine.](англ.) Наведено за англійською вікіпедією.
6. ↑  American FactFinder. Бюро перепису населення США. Архів оригіналу за 26 лютого 2012. Процитовано 31 січня 2008. [Архівовано 2008-05-21 у Wayback Machine.]

| США | Це незавершена стаття з географії США. Ви можете допомогти проєкту, виправивши або дописавши її. |